# Sauville (Vosges)
Sauville é uma comuna francesa na região administrativa do Grande Leste, no departamento de Vosges. Estende-se por uma área de 14.38 km². Em 2010 a comuna tinha 187 habitantes (densidade: 13 hab./km²).